# Campaña de Lacy de Crimea
La campaña de Lacy de Crimea fue una expedición militar que tuvo lugar de mayo a octubre de 1737, dirigida por el ejército del Don bajo el mando del Mariscal de Campo Peter Lacy, junto con cosacos y la caballería auxiliar de los calmucos liderada por el Príncipe Galdan-Narbo, contra las fuerzas del Kanato de Crimea lideradas por Fetih II Giray durante la Guerra Ruso-Turca de 1735-1739. Las batallas culminaron en la victoria rusa en el río Salgir en Crimea el 12 de julio de 1737, y en las cercanías de Karasubazar el 14 de julio.

## Antecedentes
Después de la exitosa captura de Azov por parte de Rusia en 1737, la nación redirigió sus esfuerzos militares hacia contrarrestar al Kanato de Crimea, un estado vasallo clave del Imperio Otomano. Las guerras ruso-turcas de ese período se caracterizaron por una compleja interacción de intereses geopolíticos, con Crimea sirviendo como un punto de apoyo estratégico para la influencia otomana en la región. Reconociendo la importancia de Crimea en la proyección de poder del Imperio Otomano, Rusia buscó socavar esta influencia apuntando al Kanato de Crimea.
La campaña inicial en 1735, bajo el mando del General Teniente Mikhail Ivanovich Leontiev, tenía como objetivo invadir Crimea directamente pero enfrentó desafíos significativos. Problemas como una planificación logística inadecuada, condiciones climáticas desfavorables y retrasos obstaculizaron la efectividad de las operaciones rusas. A pesar de estos contratiempos, la campaña subrayó la vulnerabilidad de Crimea a las incursiones rusas.
Las acciones posteriores de Burkhard Christoph von Münnich en 1736 destacaron aún más la susceptibilidad de Crimea a la presión militar rusa. Al capturar la estratégicamente importante Fortaleza de Perekop y llevar a cabo incursiones profundas en territorio crimeo, Münnich demostró el potencial para perturbar el control otomano sobre la región. Sin embargo, dificultades logísticas y el inicio de epidemias lo obligaron a abandonar prematuramente su campaña.

## Campaña
El ejército de cosacos, compuestos por aproximadamente 40,000 hombres bajo el mando del Mariscal de Campo Peter Lacy, partieron de la región de Azov el 3 de mayo de 1737, con el plan de ingresar a Crimea pasando por alto las fortificaciones de Perekop desde el este. La base de operaciones fue el pueblo de Genichesk. Para el 17 de junio, 4,000 jinetes kalmyks, liderados por el Príncipe Goldan-Narma, hijo del Khan Dondouk-Ombo, se unieron a los rusos. El cruce del ejército comenzó el 18 de junio y terminó el 26 de junio. Para este momento, 6 barcazas y más de 100 botes desde Azov llegaron con suministros para el ejército terrestre y la flota, que desembarcó tres regimientos en la costa.
El ejército cruzó el Estrecho de Genichesk hacia la lengua de arena de Arabat y comenzó a avanzar hacia el sur hacia la Fortaleza de Arabat. Sin embargo, Lacy no perdió impulso y atacó la Fortaleza de Arabat, que estaba construida según los estándares europeos y reforzada por 7,000 tártaros de Crimea en un campamento fortificado detrás. En cambio, envió un destacamento de caballería de 2,000 hombres con 4 cañones hacia Arabat solo con fines de demostración. Se construyó un puente en el medio de la lengua de Arabat, en la desembocadura del río Salgir, utilizando botes y barriles en lugares poco profundos. Dragoons, cosacos, y Kalmyks  cruzaron a pie o nadando. La flotilla de Azov, comandada por el Vicealmirante Peter Bredal con 217 barcos, algunos equipados con cañones de 6 libras cada uno, entregó varios suministros y provisiones a la lengua de Arabat. También se transportó agua a la lengua de Arabat. Lacy invadió la península sin impedimentos. Durante una tormenta el 28–29 de junio, 170 de los botes de Bredal se hundieron, dejando solo 47 con artillería. Bredal sacó los cañones de los bancos de arena y estableció baterías costeras. La flota otomana, compuesta por un barco de 64 cañones bajo la bandera de Kapudan Pasha, un barco de 60 cañones, una fragata de 32 cañones, 15 galeras, alrededor de 70 medio-galeras, skampavei, kanchebases y otras embarcaciones pequeñas, intentó atacar la posición del General-estandarte Vasiliy Levashov. Los barcos grandes bombardearon las baterías, y las embarcaciones de remo se acercaron a los bancos de arena, pero fueron repelidas por el fuego ruso.

### Batallas de Salgir y Karasubazar
Después de que el ejército ruso cruzara con éxito el Estrecho de Genichesk y avanzara hacia la península de Crimea, se encontraron con una fuerza del Khanato de Crimea liderada por Khan Fetih II Giray, que consistía en hasta 60,000 personas, en su mayoría milicias de caballería. Giray, creyendo que las principales fuerzas rusas estaban frente a Arabat, envió solo un destacamento de caballería de 15,000 hombres para atacar la vanguardia rusa en Salgir, al norte de Karasubazar, el 12 de julio. Sin embargo, las fuerzas principales de Lacy llegaron al mediodía y dispersaron al enemigo, dejando alrededor de 600 muertos y heridos en el campo de batalla.
Al día siguiente, el ejército ruso fue atacado por tropas selectas comandadas personalmente por el Khan. A pesar de un ataque inicial fuerte, los tártaros fueron finalmente repelidos por los cosacos y kalmyks, quienes los persiguieron durante 16 kilómetros. Mientras tanto, algunas fuerzas cosacas y kalmyks realizaron un raid hacia Karasubazar, regresando con prisioneros, botín y ganado.
El 14 de julio, se libró otra batalla cerca de Karasubazar, con la vanguardia rusa bajo el mando del General-estandarte Gustaf Otto Douglas enfrentándose a un destacamento tártaro-otomano. Después de una hora de combate, los turcos huyeron y los rusos obtuvieron otra victoria.

## Resultado
Después de la ocupación de Karasubazar, las fuerzas rusas persiguieron a los destacamentos tártaros en retirada hacia Bajchisarái, empleando tácticas de tierra quemada para debilitar la infraestructura y las capacidades logísticas del Kanato de Crimea. A pesar de las limitaciones logísticas y el inicio de epidemias, las operaciones rusas fueron en su mayoría exitosas en alcanzar sus objetivos estratégicos.
El fin de la campaña vio a las fuerzas de Lacy retirándose de Crimea a través de la península de Chongar, marcando el fin de las hostilidades activas. A pesar de los desafíos enfrentados durante la campaña, las acciones militares de Rusia en Crimea demostraron su creciente influencia en la región y resaltaron la vulnerabilidad del control otomano sobre la península de Crimea.
Mientras tanto, el gobierno otomano, reconociendo los fracasos de 1736 y 1737, reinstauró a Menli II Giray como Kan del Khanato de Crimea, reconociendo su éxito anterior como gobernante. Esta decisión reflejó los esfuerzos del Imperio Otomano por estabilizar su control sobre Crimea en medio de la creciente presión militar rusa.